# Eva Ribich
Eva Ribich, född 2 december 1970 i Chapel Hill, North Carolina, USA, är en svensk författare. Hon kom till Sverige som fyraåring, växte upp utanför Stockholm, och delar nu sin tid mellan Chicago och Roslagen.

## Priser och utmärkelser
- 1998 – Stig Carlson-priset
- 1999 – Japanska staden Nakanidas pris för svenska debutanter
- 2004 – Albert Bonniers stipendiefond för yngre och nyare författare
- 2007 – Guldprinsen
- 2008 – Gerard Bonniers lyrikpris för Ljuset kommer in underifrån